# أرماندو فرنانديز (مصارع رياضي)
أرماندو فرنانديز (بالإسبانية: Armando Fernández García)‏ هو مصارع رياضي مكسيكي، ولد في 9 فبراير 1969 في مدينة فيراكروز في المكسيك.

## وصلات خارجية
- أرماندو فرنانديز على موقع قاعدة بيانات المصارعة الدولية (الإنجليزية)
- أرماندو فرنانديز على موقع أوليمبيديا (الإنجليزية)